# Избори за Европейския парламент (2009)
Изборите за Европейски парламент през 2009 г. се състоят в периода 4-7 юни във всяка една от държавите членки, като на тях се избират 736 депутати, представляващи 500 милиона европейци. Около 375 милиона европейски граждани имат право да участват в изборите, което ги превръща в най-големите транснационални избори в историята. Това са първите редовни избори за Европейския парламент за България и Румъния след приемането им в ЕС през 2007 г., когато са проведени само частични евроизбори.

## Провеждане
В по-голямата част от държавите членки (Австрия, Белгия, България, Германия, Гърция, Дания, Естония, Испания, Литва, Люксембург, Полша, Португалия, Румъния, Словения, Унгария, Финландия, Франция и Швеция) изборите се провеждат в неделя, 7 юни. В Латвия, Кипър, Малта и Словакия гласуват на 6 юни, а в Ирландия – на 5 юни. Изборите във Великобритания и Нидерландия са на 4 юни, докато в някои държави членки те продължават два дни: в Чехия – на 5 и 6, в Италия – на 6 и 7 юни.

## Резултати
Резултатите от изборите във всички държави членки са публикувани в неделя, 7 юни, в 22 часа Централноевропейско време. Учредителното събрание на новия ЕП е на 14 юли.